# Cora (Wyoming)
Cora è un census-designated place degli Stati Uniti d'America, situato nella Contea di Sublette nello stato del Wyoming. Nel censimento del 2000 la popolazione era di 76 abitanti.

## Geografia fisica
Secondo i rilevamenti dell'United States Census Bureau, la località di Cora si estende su una superficie di 14,0 km², tutti occupati da terre.

## Popolazione
Secondo il censimento del 2000, a Cora vivevano 76 persone, ed erano presenti 25 gruppi familiari. La densità di popolazione era di 5,4 ab./km². Nel territorio comunale si trovavano 60 unità edificate. Per quanto riguarda la composizione etnica degli abitanti, il 98,68% era bianco e l'1,32% apparteneva a due o più razze.
Per quanto riguarda la suddivisione della popolazione in fasce d'età, l'11,8% era al di sotto dei 18, il 5,3% fra i 18 e i 24, il 27,6% fra i 25 e i 44, il 30,3% fra i 45 e i 64, mentre infine il 25,0% era al di sopra dei 65 anni di età. L'età media della popolazione era di 48 anni. Per ogni 100 donne residenti vivevano 117,1 uomini.